# إيبيت ليم
إيبيت ليم كان أقدم حاكم معروف لمملكة إبلا الثالثة الواقعة في سوريا الحالية كان قد حكم حوالي عام 1950 قبل الميلاد بفترة وجيزة.

## حكمه
لا يُعرف إيبيت ليم إلا من خلال قطعة من تمثال جذعي منحوت من البازلت تم العثور عليه في تل مرديخ في عام 1968 وهو الآن في حلب. تمثال الجذع كان جزءًا من تمثال نذري لعشتار تم إيوائه في ما مضى في معبد هذه الإلهة في أكروبول إبلا.  يحمل النقش المسماري الموجود على التمثال يحمل اسم مكي (ملك) إيبلا إببيت ليم، ابن إغريش خب، ويدعي النص أن التمثال صنع «بعد ثماني سنوات من ظهور عشتار في إيبلا». يُعتقد أن هذا المقطع النصي يشير إلى اختيار عشتار كإلهة مدينة إبلا، وهو عمل قام به على الأرجح إيبيت ليم بنفسه قبل ثماني سنوات من صنع التمثال.كان جذع إيبيت ليم أول دليل يسمح بتحديد تل مرديخ على أنه أنقاض مدينة إبلا القديمة، التي كان قد فقد موقعها لالاف السنين.
يعتقد أن إببيت ليم، كونه أحد الحكام الأوائل لمملكة إيبلا الثالثة، هو الملك الذي أمر ببناء أسوار المدينة. أسماء إيبيت ليم ووالده إجريش خب - الذي لم يكن معروفًا أنه ملك - هي أسماء عمورية، مما يشير إلى أن سكان مملكة إيبلا الثالثة كانوا في الغالب من الأموريين، كما كان الحال بالنسبة لمعظم سكان سوريا في ذللك الوقت.